# Parastremma pulchrum
Parastremma pulchrum är en fiskart som beskrevs av Dahl, 1960. Parastremma pulchrum ingår i släktet Parastremma och familjen Characidae. Inga underarter finns listade i Catalogue of Life.